# David P. Farrington
David P. Farrington (Lancashire, 7 de março de 1944 – 5 de novembro de 2024) foi um psicólogo e criminologista britânico. Ele foi professor de Psicologia Criminológica no Departamento de Criminologia na Universidade de Cambridge na Inglaterra e professor adjunto da Universidade de Pitsburgo no Estados Unidos. Ficou amplamente conhecido por seu trabalho realizado no Estudo de Cambridge sobre Desenvolvimento da Delinquência (Cambridge Study in Delinquent Development - CSDD) na qual criou a teoria criminológica do "curso de vida" (life cycle theories), que faz parte de um modelo integrado chamado de Teoria de Farrington.
Farrington trabalha na área de desenvolvimento criminológico e, desde 1960, vem trabalhando num estudo em Cambridge sobre funcionários delinquentes. Os resultados desse estudo mostraram que as carreiras criminosas mais comuns começam sem um curso preparatório e que a idade média dos criminosos geralmente varia entre 19 e 28 anos. Das entrevistas com os sujeitos de 48 anos de idade, foi observado que em todos (mesmo nos reincidentes) as anormalidades sociais decresceram, indicando aumento da integração social.

## Biografia

### Vida Profissional
David Farrington cursou bacharelado, mestrado e doutorado em psicologia na Universidade de Cambridge na Inglaterra, trabalha como professor de psicologia desde 1969. Farrington foi professor visitante de psiquiatria no Instituto e Clínica Ocidental de Psiquiatria da Universidade de Pitsburgo. Publicou mais de 20 livros e escreveu mais de 100 artigos em se tratando de criminologia e psicologia, e mais de 100 capítulos individuais em outros livros.  Vários artigos foram escritos para a Série de Criminologia de Cambridge (Cambridge Criminology Series) e para o Periódico de Comportamento Criminal e Saúde Mental (Criminal Behavior and Mental Health), na qual ele foi co-editor. Escreve ainda para várias outras revistas. 
Farrington foi nomeado para várias posições de destaque: membro do Painel de Ciências na Pesquisa da Carreira Criminosa da Academia Nacional dos Estados Unidos, co-presidente do Grupo de Estudo de Delinquentes Jovens do Escritório Americano de Justiça Juvenil e Prevenção de Delinquência, presidente da Sociedade Americana de Criminologia, da Associação Europeia de Psicologia e Lei, além de outras. Também foi presidente da Sociedade Britânica de Criminologia.

### Linhas de Pesquisa

#### CSDD
Durante sua atuação no CSDD, conduziu um dos mais longos e extensos estudos já realizados sobre delinquência juvenil e criminalidade na vida adulta. Farrington pertence ao grupo de criminologistas teóricos que possuem uma perspectiva multidimensional para explicar a raiz dos comportamentos criminosos, e que acreditam que existem vários fatores concorrentes para que isso ocorra, como o social, pessoal e econômico, e que a relevância desses fatores variam dependendo da região territorial em que esse indivíduo vive. Nos últimos anos, Farrington tem pesquisado sobre técnicas para controle de crimes, prevenção de crimes e aplicação da lei.

#### Reincidência
David P. Farrington propôs uma análise matemática e estatística acerca da reincidência. Primeiramente, demonstrou graficamente a proporção de reincidentes contra o número de reincidências prévias. Analisando-se o gráfico abaixo, nota-se que a probabilidade de reincidência inicia-se em aproximadamente 40% a partir da primeira condenação e aumenta a cada condenação, chegando a probabilidade de 86% após 6 ou 7 condenações. Pode-se, então, traçar uma “curva de sobrevivência”. Considerando-se a premissa de que a probabilidade (p) de reincidência ao longo da vida é de 80% e utilizando-se 100 transgressores como base, tem-se a seguinte “curva de sobrevivência”, determinada pela função y(n) = 100*pˆ(n-1).
Onde:
A é o número total de indivíduos da amostra com pelo menos uma condenação
a é a proporção de ofensores de risco elevado de reincidência 
p1 é a probabilidade de risco elevado de reincidência
p2 é a probabilidade de risco baixo de incidência

### Prêmios
- Prêmio Sellin Gleck (Sellin Gleck Award) Farrington pela Sociedade Americana de Criminologista (1984) com o  pelas suas contribuições na área da criminologia.[2]
- Prêmio Stockholm (Stockholm Prize) em Criminologia (2013).
- Award Outstanding do Gabinete Americano de Justiça Juvenil e Prevenção da Delinquência Contribuições (1998)
- Prêmio Sutherland da Sociedade Americana de Criminologia (2002) por suas contribuições excepcionais para a criminologia[2]
- Medalha de Ouro Beccaria da Sociedade de Criminologia de Países de Língua Alemã (2005)
- Prêmio Joan McCord  da Academia de Criminologia Experimental (2005) para distintas contribuições para curso de vida criminologia
- Prêmio Mannheim Hermann do Centro Internacional de Criminologia Comparada  (2005)
- Prêmio sênior da Divisão da Sociedade de Psicologia Forense (2007) da Sociedade Britânica de Psicologia
- Prêmio da Associação Europeia de Psicologia e Direito Award (2009) para contribuições ao longo da carreira para o estudo científico da Lei e do Comportamento Humano
- Prêmio Jerry Lee Award da Sociedade Americana de Criminologia (2010) para realizações em criminologia experimental
- Prêmio Robert Boruch Prêmio da Colaboração Campbell (2012) para contribuições para a pesquisa em política pública
- Prêmio (Distinguished Scholar Award) Freda Adler da Sociedade Americana de Criminologia Divisão de Criminologia Internacional (2013)
- Prêmio Estocolmo de Criminologia (2013)

## Morte
Farrington morreu no dia 5 de novembro de 2024, aos 80 anos.

## Obras

### Explaining Criminal Careers
A obra “Explaining Criminal Careers” consiste em um estudo teórico e empírico acerca da construção de uma carreira criminal, de modo a produzir profundo e abrangente conhecimento acerca do transgressor. Assim, esse conhecimento adquirido poderá ser utilizado de modo a estruturar as políticas públicas de combate ao crime de forma racional. 
A obra apresenta uma série de modelos elaborado com base na capacidade matemática e estatística dos autores, apoiada em uma múltipla e larga amostra de dados relevante acerca de carreiras criminais individuais. Os modelos então criados a partir dessa análise matemática, estatística dos dados poderá ser aplicado em outros países, visto que a maioria apresenta dados acerca de condenações, prisões, entre outros dados úteis à análise. Importante estudo, portanto, para o desenvolvimento racional do sistema criminal em escala global. 
O estudo considerou características comuns de transgressores, de modo a identificar padrões de comportamento. Ademais, o estudo aborda também questões relativas à racionalidade da punição, a qual leva em consideração a duração entre o início da carreira criminal e a expectativa de término da mesma, visto que não haveria sentido em se aplicar pena superior à duração residual da referida carreira. 
Utilizou-se vasta base de dados dos crimes cometidos no Reino Unido acerca de carreiras criminais individuais para se obter insights analíticos. Ademais, foram captadas diferentes facetas das carreiras criminais, sendo elas a) categoria de baixo risco e baixa frequência (frequência é representada pela letra grega lâmbida ƛ) criminal; b) categoria de alto risco e baixa-ƛ; c) categoria de alto risco e alta-ƛ.
Quanto ao desenvolvimento da carreira criminal, a obra não se resumo a analisar sua duração, mas sim procuram caracterizar o processo de cessação pela probabilidade de desistência ou de completude, sendo, então, uma probabilidade de recondenação. Essa abordagem captura o declínio agregado em participação criminal sem que haja mudança na frequência criminal do transgressor. Deste modo, importante destacar que atribui-se ao declínio agregado do crime o declínio de participação do ofendido, não a diminuição por uma constante na população de ofendidos.  
Ademais, analisa-se o  grau de especialização ou de generalidade em uma carreira baseando-se no mix  de tipos de crimes apresentado, sendo que o número de diferentes tipos de crime é representado pelo logarítimo K.
Faz-se também estimativas da fração da população de cada categoria de transgressor que será condenado, a qual se mostra impressionantemente constante pelos coortes de nascimento. 
Foram realizados também estudos psicológicos, obtendo correlações entre características psicológicas e categorias de ofensores. 
A partir desses estudos, traçou-se uma tendência na população carcerária, o que possibilitou uma séria de recomendações de modo a tratar o sistema criminal de forma mais eficiente. 

### Early Prevention of adult Antisocial Behaviour
Em sua obra "Early Prevention of adult Antisocial Behaviour" David P. Farrington aborda sua prevenção precoce do comportamento antissocial no adulto, tendo como principais objetivos rever o que se sabe sobre as causas e prevenções deste comportamento. O livro destina-se a especificar conhecimento, recomendando investigação prioritária a abordar questões chaves e preencher lacunas desta área com ideais teóricos. Tendo portanto como principal objetivo desde o capítulo introdutório delinear alguns dos temas chaves, questões e perguntas que surgem na prevenção precoce do comportamento antissocial do adulto, defindo o território pela epidemiologia, tangendo uma breve revisão, desenvolvimento, identificando fatores de risco e proteção. Assim como outros teóricos do tema compartilha em sua obra a possibilidade de traçar perfil de riscos para carreira criminal por crianças de 8 a 10 anos observando itens como: conviver com famílias numerosas desprovidas de renda e moradia satisfatórias; estar rodeado por autoritarismo, negligência ou criminosos, apresentar comportamentos agressivos e/ou desonestos; constata rendimento escolar reduzido ou déficit de atenção. 
A partir de então descreve que nos últimos trinta anos muito se aprendeu sobre os tipos de comportamento, entretanto pouco se sabe quando estes tipos estão inter relacionados, por esta razão dentre seus apontamentos o mesmo descreve claramente a ideia de existência de síndrome, conjuntos de sinais e sintomas, formadores do comportamento antissocial do adulto. Estes ainda citam que esta síndrome é referida por nomes diferente em diferentes países e diferentes classificações e sistemas como pro exemplo podendo ser nomeada por transtorno de personalidade (American phychiatric association, 1994), trastorno psicopático (English Metal Health act 1983). Neste contexto o conteúdo baseia-se em que antecipar a formação do grupo e que reconhecer os fatores de risco e suas tendências sustentam a possibilidade de intervir no processo de criminalização do individuo. 
David P. Farrington como professor de psicologia criminal da Universidade de  Cambridge  pelo Instituto de Criminologia, em 2007, ainda realizou obra conjunta com Brandon C. Welsh, professor assistente do Departamento de Justiça Criminal da Universidade  Massachusetts, denominada "Saving Children from a Life of Crime: Early Risk Factors and Effective", onde classifica a possibilidade de fatores de riscos precoces e possíveis intervenções eficazes.
Com a justificativa de que o número de prisões aumentou consideravelmente para os infratores menores de 12 anos, e a fim e analisar este impacto econômico e social, observados nos custos envolvidos com órgãos de apoio as crianças e os próprios custos do crime, várias questões foram questionas como quanto ao funcionamento  do sistema de justiça juvenil com delinquentes criança e o quão cedo é possível prever delinquência, e quais eram os sinais de alerta, foram questões discutidas por formulações teóricas em outra de suas obra "Child delinquents: development, intervention, and service needs".